# Brian Shaw
Pour les articles homonymes, voir Brian Shaw (homonymie) et Shaw.
Brian Keith Shaw (né le 22 mars 1966 à Oakland, Californie) est un joueur puis entraîneur américain de basket-ball. Comme joueur, il évolue aux postes de meneur de jeu et d'arrière.

## Biographie
Shaw grandit à Oakland avec d'autres futures stars de basket-ball telles Antonio Davis, Jason Kidd et Gary Payton. Il évolue au lycée Bishop O'Dowd à Oakland, puis à St. Mary's College of California pour ses années freshman et sophomore à l'université. Il est ensuite transféré à l'université de Californie pour ses années junior et senior. Lors de son année senior, il est nommé Pacific Coast Athletic Association (PCAA) player of the year menant les Gauchos à leur première participation au tournoi final NCAA. Il est sélectionné au 24e rang de la draft 1988 par les Celtics de Boston.
En 1988, Shaw signe un contrat d'un an avec les Celtics. En 1989, Shaw signe un contrat de deux ans en Italie, pour la Il Messaggero Roma. À la fin de janvier 1990, Shaw signe un contrat de 5 ans avec les Celtics.
Lors de sa carrière NBA, il joue pour les Celtics, le Heat de Miami, le Magic d'Orlando, les Warriors de Golden State, les 76ers de Philadelphie, les Trail Blazers de Portland et les Lakers de Los Angeles. Il participe à quatre Finales NBA : en 1995 avec le Magic et en 2000, 2001 et 2002 avec les Lakers (remportant trois titres avec les Lakers).
Il joue également pour l'équipe des États-Unis de basket-ball au championnat du monde 1986, remportant la médaille d'or.
Sous les couleurs du Heat, le 8 avril 1993, Shaw inscrit un record NBA, depuis dépassé, de dix tirs à trois-points réussis (sur 15 tentatives) contre les Bucks de Milwaukee au Bradley Center, terminant avec 32 points. Lors du NBA All-Star Weekend 2000, organisé à Oakland, Shaw reçoit les clés de la ville de Oakland.
Shaw prend sa retraite à l'issue de la saison 2002-2003 et devient entraîneur adjoint des Lakers à compter de la saison 2004-2005. Le 25 juin 2013, il signe son premier contrat d'entraîneur avec les Nuggets de Denver.
En juillet 1993, les parents et la sœur de Shaw sont tués dans un accident de voiture dans le Nevada.
En septembre 2021, Shaw est recruté comme entraîneur adjoint de Tyronn Lue aux Clippers de Los Angeles.